# Arndorf, Šentvid ob Glini
Arndorf je naselje v Občini Šentvid ob Glini v Okraju Šentvid ob Glini na Koroškem v Avstriji.